# Маркандея-пурана
«Маркандея-пурана» (санскр. मार्कण्‍डेय पुराण) — релігійний текст категорії смріті. Входить в канон з вісімнадцяти основних Пуран. Є розмовою між двома ведичними мудрецями — Джайміні і Маркандеєю. «Маркандея-пурана» починається з чотирьох питань, які Джайміні задає Маркандеї.
Текст ділиться на 134 розділи. З 50 по 97 описуються 14 періодів Манвантари (періодів Ману) з яких розділи з 78 по 90-у відомі як «Деві-махатмья» і є основним релігійним текстом для послідовників традиції шактизму. У розділах 108—133 описується генеалогія пуранічних династій.